# Santarém (Portugal)
Santarém er en by i det centrale Portugal. Den ligger på den højre bred af Tejo-floden, ca. 65 kilometer nordøst for Lissabon.